# 山蒲桃
山蒲桃（学名：Syzygium levinei）为桃金娘科蒲桃属的植物。分布在越南以及中国大陆的广西、广东等地，一般生长在低海拔疏林中，目前尚未由人工引种栽培。